# Přimda
Přimda är en stad i Tjeckien.   Den ligger i regionen Plzeň, i den västra delen av landet, 130 km väster om huvudstaden Prag. Přimda ligger 696 meter över havet och antalet invånare är 1 364.
Terrängen runt Přimda är platt norrut, men söderut är den kuperad. Přimda ligger uppe på en höjd. Runt Přimda är det glesbefolkat, med 20 invånare per kvadratkilometer. Närmaste större samhälle är Tachov, 13,7 km norr om Přimda. Omgivningarna runt Přimda är en mosaik av jordbruksmark och naturlig växtlighet.